# Ludwik Kowalski (hydrogeolog)
Ludwik Kowalski (ur. 28 kwietnia 1885 w Châteauroux, zm. 2 maja 1943 w Krakowie) – polski hydrogeolog, geolog i geochemik, wykładowca Uniwersytetu Jagiellońskiego i Akademii Górniczej, członek zarządu Polskiego Towarzystwa Geologicznego i zarządu krajowego Polskiego Towarzystwa Tatrzańskiego.

## Życiorys
Był synem Teofila i Kazimiery z Kuszpecińskich, starszym bratem Tadeusza. Pierwsze lata życia spędził we Francji. W 1894 powrócił z rodziną do Krakowa, gdzie ukończył szkołę realną. Studiował na Politechnice Wiedeńskiej, uzyskując tytuł inżyniera chemika, a następnie doktoryzując się w 1909. W latach 1910–1920 był asystentem i adiunktem chemii fizycznej na Uniwersytecie Jagiellońskim. W kolejnych latach jego zainteresowania naukowe skierowały się w kierunku geologii. Podjął pracę w Państwowym Instytucie Geologicznym, wykładając jednocześnie geologię naftową i węglową na Akademii Górniczo-Hutniczej. W 1924 podjął pracę eksperta węglowego w Jaworznickich Komunalnych Kopalniach Węgla. 
W badaniach naukowych koncentrował się głównie na kopalnictwie węglowym i hydrogeologii. W latach 1915–1919 i w 1923 prowadził badania hydrogeologiczne w Tatrach, których efektem był artykuł Podreglowe źródła północnej strony Tatr, opublikowany w Sprawozdaniach Komisji Fizjograficznej Polskiej Akademii Umiejętności. W latach 30. podjął pracę nad szczegółową mapą wschodniej części górnośląskiego zagłębia węglowego, bazując na własnych obserwacjach, odwiertach i odkrywkach, a także gromadzonych materiałach. Do 1939 ukończył mapę południowo-wschodniej części, obejmującą okolice Mysłowic, Jaworzna i Trzebini. Zaplanowaną publikację pierwszej części mapy uniemożliwił wybuch II wojny światowej. 
Był aktywnym i zasłużonym działaczem Polskiego Towarzystwa Tatrzańskiego. Przez wiele lat angażował się w pracę działu budowy schronisk i urządzeń turystycznych, a w latach 1918–1921 pełnił funkcję członka zarządu głównego Towarzystwa. W maju 1929 uczestniczył w Konferencjach Tatrzańskich, gdzie referował stan badań hydrogeograficznych w Tatrach. Był także członkiem zarządu Polskiego Towarzystwa Geologicznego. Jako zapalony sportowiec przez długi czas pracował w charakterze instruktora sportu w Akademickim Związku Sportowym Uniwersytetu Jagiellońskiego, trenując lekkoatletów, wioślarzy, narciarzy i pływaków. 
Po wybuchu II wojny światowej zmuszony był zrezygnować z pracy naukowej. Objął stanowisko dyrektora Miejskich Zakładów Ceramicznych, gdzie zasłynął z wielokrotnych interwencji u władz niemieckich w sprawach aresztowanych pracowników zakładów. Zmarł nagle 2 maja 1943 w wieku 58 lat. Trzy dni później został pochowany na cmentarzu Rakowickim.

## Życie prywatne
W 1910 poślubił Kornelię z Buzków (1893–1961). Mieli dwoje dzieci:
- Ewę (1915–1987), po mężu Porębską.
- Andrzeja (1920–1939), studenta górnictwa i geologii, poległego w wojnie obronnej 1939[3];

## Publikacje
Wybrane publikacje:
- Podreglowe źródła północnej strony Tatr, "Sprawozdania Komisji Fizjograficznej PAU", t. LIII–LIV, Kraków 1920, s. 12–27.
- Projekt für die Wasserbeschaffung u. für den Bau eines Wasserhebewerkes im Gebiete d. Neu-Przemsza Grube bei Brzezinka zum Zwecke d. Nützung durch die Wasserleitung des Kreises Katowice, "Zeitschrift des Oberschlesischen Berg- und Hüttenmännischen Vereins", nr 65, Katowice 1926, s. 447–455.
- Zum Projekt d. Wasserhebewerkes im Gebiete d. Neu-Przemsza Grube bei Brzezinka, "Zeitschrift des Oberschlesischen Berg- und Hüttenmännischen Vereins", nr 65, Katowice 1925, s. 827–830.
- Przyszłość naszego kopalnictwa, a projekty wodociągów dla Zagłębia, "Gaz i Woda", t. VIII, Kraków 1928, s. 100–-105 i 132–137.
- Przyczynek do znajomości występowania andezytu na górze Wżar w Kluszkowcach w pow. nowotarskim, "Rocznik Polskiego Towarzystwa Geologicznego", t. VI, Kraków 1930, s. 105-108.
- Geohydrologisches über die artesischen Wasser des Industriegebietes von Mijaczów, Myszków und Mrzygłód an der oberen Warta, "Rocznik Polskiego Towarzystwa Geologicznego", t. XII, Kraków 1936, s. 658–672.
- Nieco o hydrografii Brynicy,  "Rocznik Polskiego Towarzystwa Geologicznego", t. XII, Kraków 1936, s. 673-684.